# Heptacodium miconioides

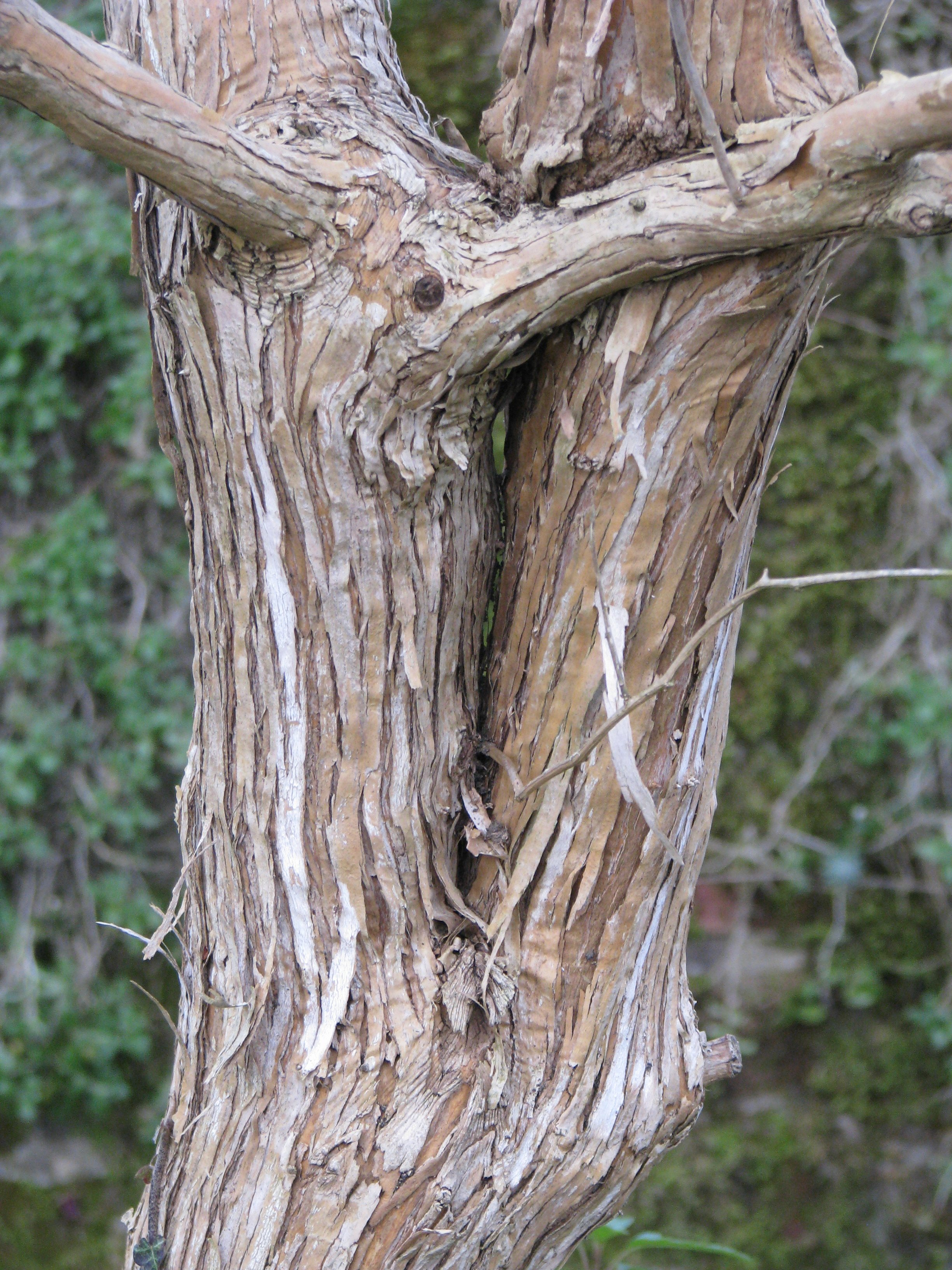
Charakteristische Borke, die sich in Streifen ablöst

Heptacodium miconioides, auch Sieben-Glocken- oder Sieben-Söhne-des-Himmels-Strauch genannt, ist die einzige Art der Gattung Heptacodium aus der Familie der Geißblattgewächse (Caprifoliaceae). Die Art wächst strauchförmig und kommt nur in wenigen chinesischen Provinzen natürlich vor. In Europa und Nordamerika wurde sie erst in den 1980er-Jahren eingeführt und gilt als robuster Zierstrauch und wichtiges Insektennährgehölz.

## Beschreibung

### Vegetative Merkmale
Heptacodium miconioides ist ein sommergrüner, 3 bis 5 Meter, selten auch bis über 7 Meter hoher Strauch mit sich in Streifen lösender Rinde und rotbraunen, spärlich behaarten jungen Zweigen und Knospen.
Die Laubblätter stehen gegenständig und haben einen kurzen, etwa 10 Millimeter langen, rinnigen Stiel. Die Blattspreite ist einfach, 8 bis 15 Zentimeter lang und 5 bis 9 Zentimeter breit, ledrig, eiförmig, geschwänzt oder zugespitzt und mit meist leicht herzförmiger Basis und ganzrandigem oder schwach seicht gebuchtetem Blattrand. Die Spreiten sind seitlich meist etwas nach oben gebogen, womit die Spreite leicht kahnförmig wird. Die Blattoberseite ist matt dunkelgrün, die Unterseite heller und etwas an den Blattadern behaart. Die Nervatur ist dreizählig. Die Herbstfärbung des Laubs ist purpurbraun. Die Nebenblätter fehlen.

### Generative Merkmale
Die Blüten sind in zymösen, dreiteiligen Gruppen in endständigen, lockeren, rispenartigen, thyrsigen, 5 bis 15 Zentimeter langen und 5 bis 9 Zentimeter breiten Blütenständen angeordnet, die an diesjährigen Langtrieben gebildet werden. Die Teilblütenstände sind langstielig mit zwei bis vier paarigen, fast sitzenden Blütengruppen mit jeweils verschiedenen Trag- und Deckblättern. Die sitzenden Einzelblüten sind weiß, zwittrig, stark duftend und fünfzählig mit doppelter Blütenhülle. Es ist ein kleiner Blütenbecher vorhanden. Der behaarte Blütenkelch ist klein, grün und bleibend. Er vergrößert sich bis zur Fruchtreife von 2 bis 2,5 Millimeter auf 7 bis 10 Millimeter und wird rosa bis purpurrot. Die fünf röhrig verwachsen, behaarten Kronblätter mit ausladenden, länglichen Zipfeln sind weiß. Die Blüten besitzen relativ kurze und weiße Staubblätter in der Mitte der Kronröhre. Der dreikammerige Fruchtknoten ist unterständig, aber nur eine Kammer enthält eine fertile Samenanlage. Der relativ kurze Griffel trägt eine kopfige, scheibenförmige Narbe. Es sind Nektarien vorhanden.
Als Früchte werden einsamige, 1 Zentimeter lange, länglich-walzenförmige und rippige, behaarte, ledrige, rötlich-grüne Nüsse gebildet. Diese sind von den rosafarbenen bis purpurnen Kelchblättern gekrönt (Scheinfrucht). Die Früchte werden dann bräunlich und bleiben noch lange stehen. Die Samen erreichen eine Länge von 5 bis 6 Millimeter.
Die Art blüht typischerweise von August bis Oktober, die Früchte reifen von September bis November.
Die Chromosomenzahl beträgt 2n = 28.

## Bilder

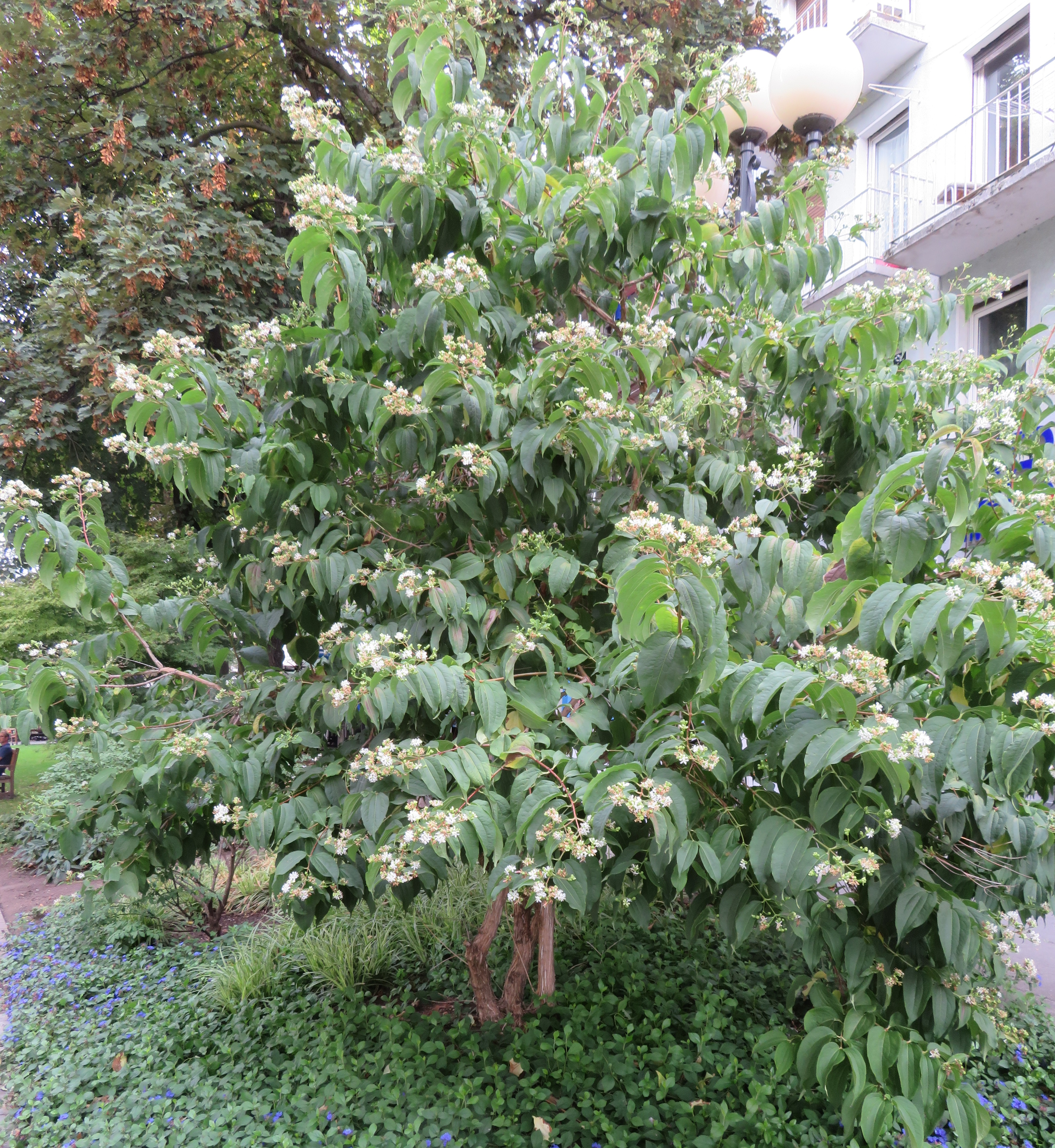
Blühender Strauch
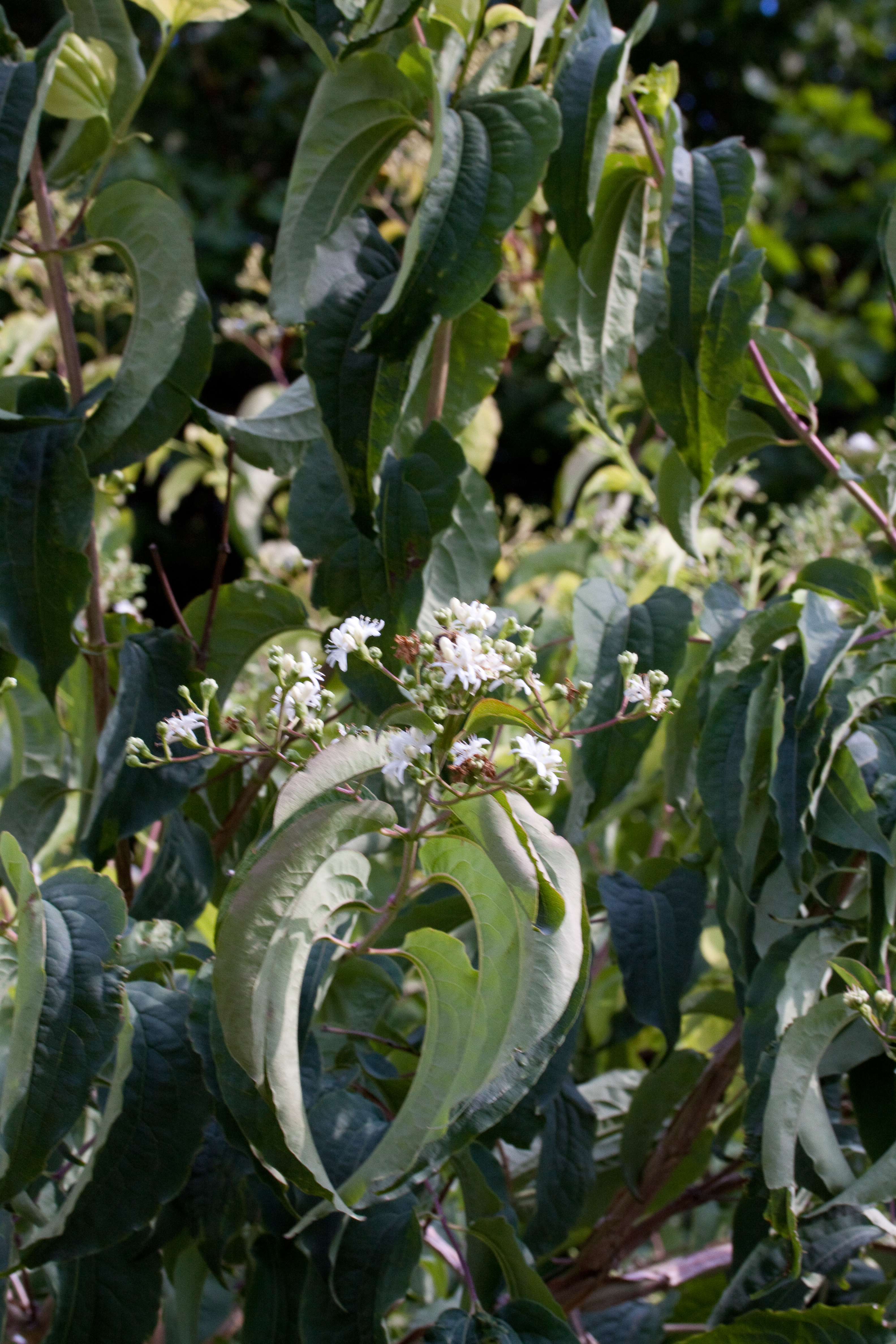
Blätter und Blüten
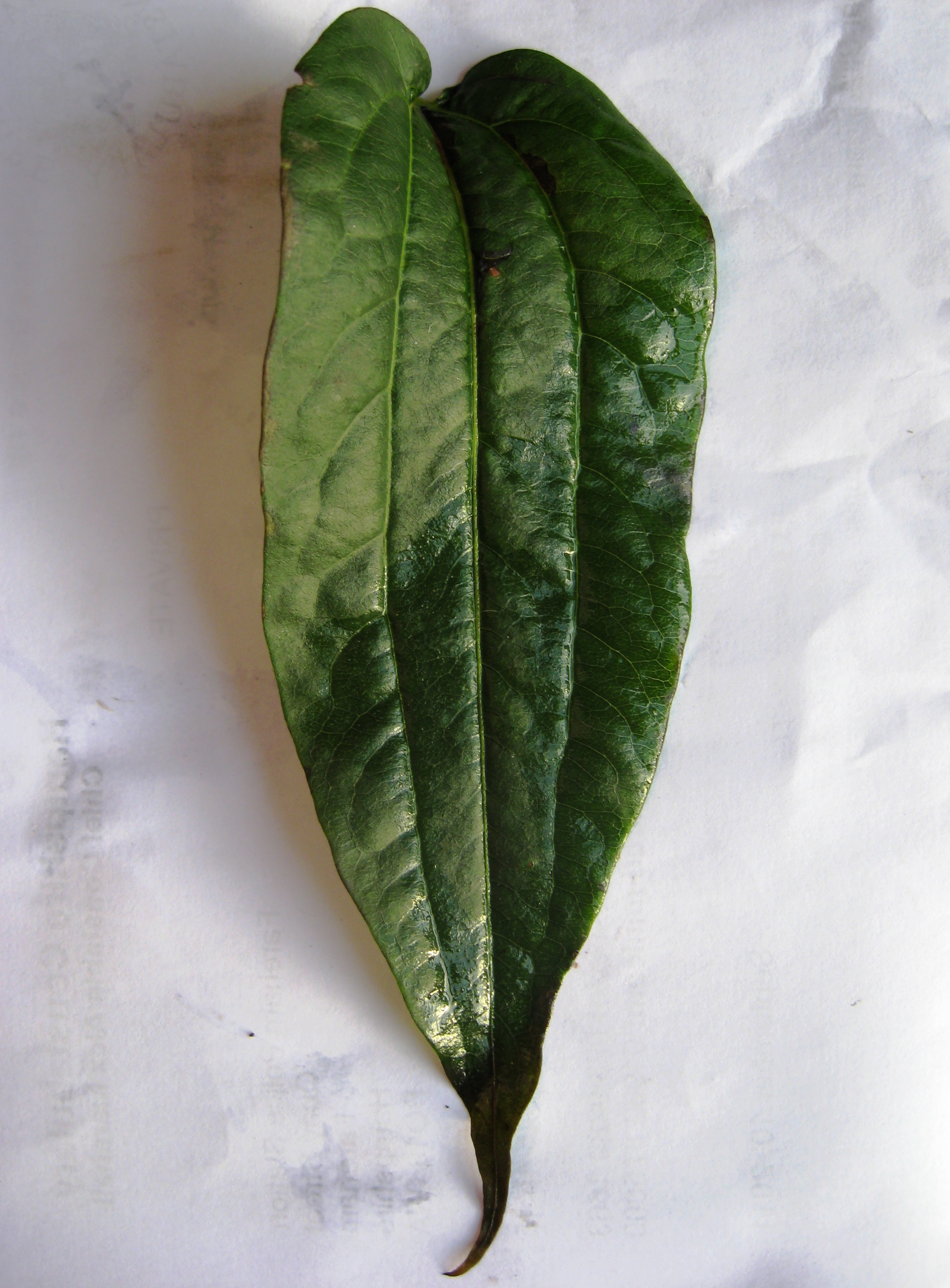
Einzelnes Blatt
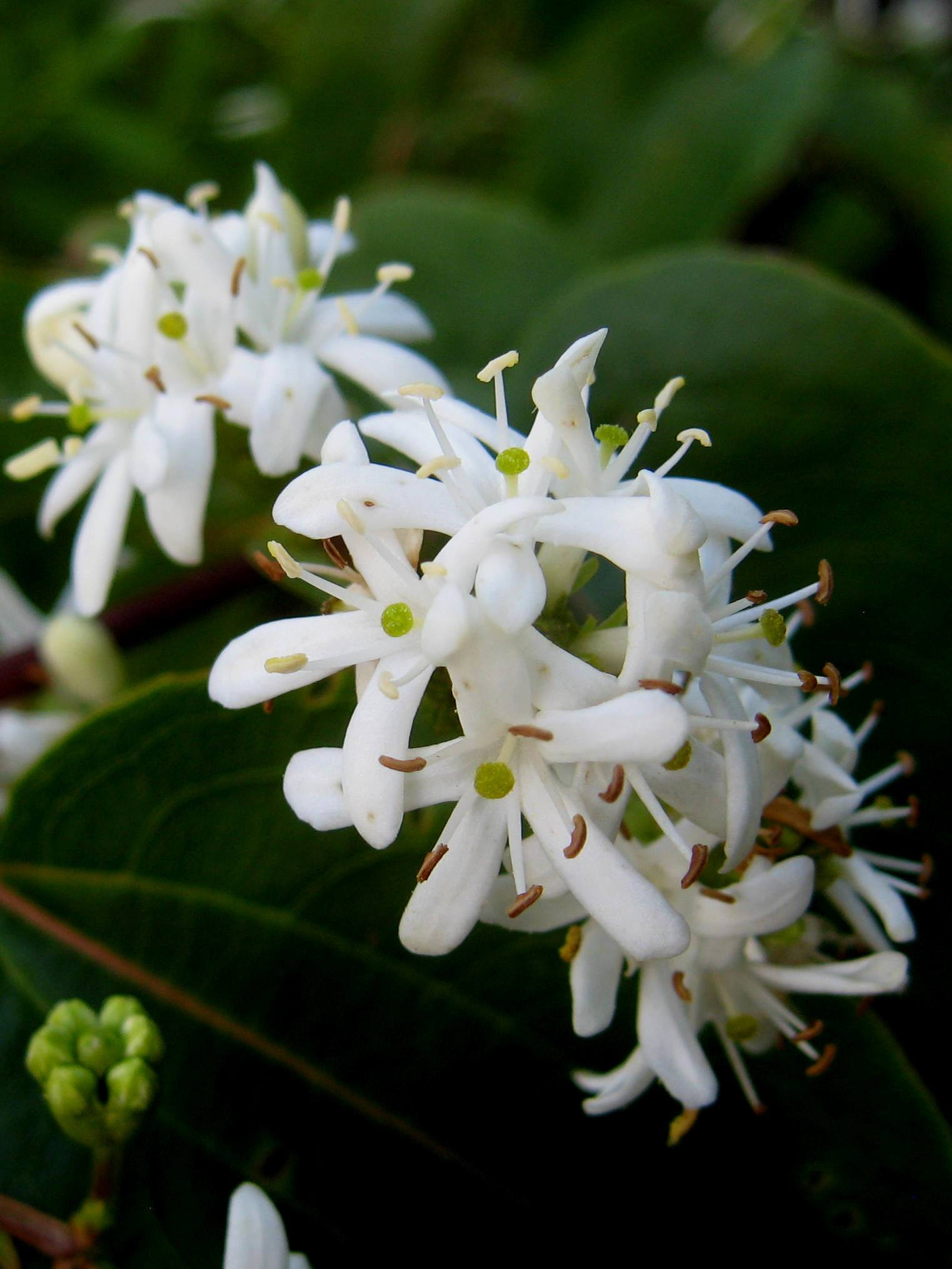
Blütenstand
Insektennahrung im Herbst
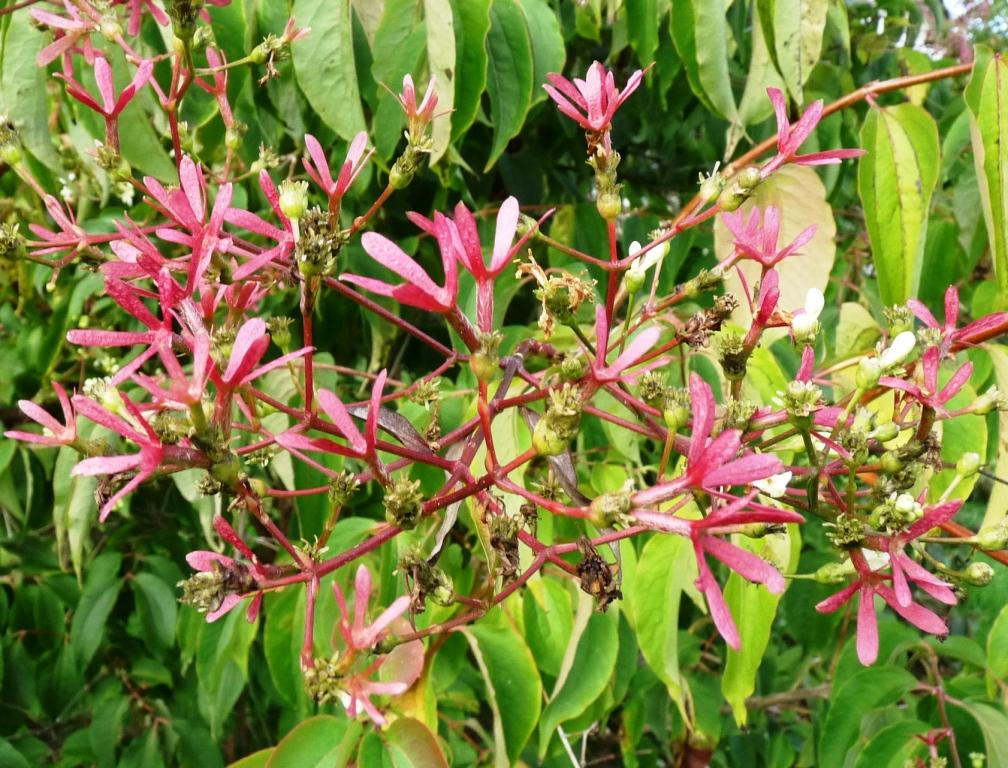
Fruchtstand

## Verbreitung und Ökologie
Das natürliche Verbreitungsgebiet von Heptacodium miconioides liegt in den drei chinesischen Provinzen Anhui, Hubei und Zhejiang. Dort wächst die Art in Steppen und trockenen Wäldern in 600 bis 1000 Metern Höhe auf frischen, schwach sauren bis schwach alkalischen, sandig-lehmigen bis lehmigen, mäßig nährstoffreichen Böden an sonnigen bis lichtschattigen Standorten. Die Art ist wärmeliebend und meist frosthart.
In der Roten Liste der IUCN wird Heptacodium miconioides als gefährdet („vulnerable“) geführt. Es wird jedoch darauf hingewiesen, dass eine erneute Überprüfung der Gefährdung notwendig ist. Die Bestände nehmen vor allem durch das wahllose Abholzen von Wäldern ab.

## Systematik und Forschungsgeschichte
Heptacodium miconioides ist die einzige Art der daher monotypischen Gattung Heptacodium in der Familie der Geißblattgewächse (Caprifoliaceae), Unterfamilie Caprifolioideae. Alfred Rehder hat die Art und die Gattung 1916 erstbeschrieben. Die Herkunft des von ihm gewählten Gattungsnamens ist ungeklärt. Er könnte sich vom griechischen „hepta“ für „sieben“ und „kodia“ für „Mohnkopf“ ableiten und sich auf den aus sieben Fruchtblättern gebildeten Fruchtknoten beziehen. Ein Synonym der Art ist Heptacodium jasminoides Airy Shaw.

## Geschichte und Verwendung
Der in China endemische Sieben-Söhne-des-Himmels-Strauch wurde 1907 von dem britischen Pflanzenjäger Ernest Wilson auf seiner ersten China-Expedition im Auftrag des Arnold-Arboretums der Harvard-Universität (Boston/USA) für die westliche Gartenkultur entdeckt. Fundstelle waren die Bergklippen bei 'Hsing-Shan Hsien' im heutigen Kreis Xingshan im Westen der Provinz Hubei in Zentralchina. Schon damals wurde die Art als selten eingeschätzt, heute sind nur noch wenige wildlebende Populationen bekannt (z. B. eine auf dem Berg Tiantai). Die Chinesisch-Amerikanische Botanische Expedition von 1980 sammelte keimfähige Samen und schickte sie an das Arnold-Arboretum, wo man feststellte, dass die Pflanze gut kultivierbar ist. Heute wird sie in vielen Ländern weltweit als Zierstrauch eingesetzt – meistens in ihrer Ursprungsform, da bislang kaum Selektionen entstanden und auf den Markt gekommen sind.
Unter den klimatischen Bedingungen in Mitteleuropa fühlt sich der Sieben-Söhne-des-Himmels-Strauch in der Regel sehr wohl und zeichnet sich durch eine hohe Standorttoleranz und Robustheit aus: Er wächst gerne sonnig oder halbschattig und toleriert verschiedene Substrate mit pH-Werten zwischen 6 und 8, bevorzugt allerdings humusreiche, feuchte und durchlässige Substrate; Staunässe wird nicht gut vertragen. Er gilt als sehr stadtklimafest, erträgt gut Trockenheit und Hitze und ist nicht anfällig für Krankheiten und Schädlinge.
Seine stark duftende und an Jasmin erinnernde Blüte ist außergewöhnlich, da sie in zwei Phasen abläuf: Im Juni entwickelt sich eine Vorblüte, die je nach Witterung und Sorte rosa bis purpurn gefärbt ist. Ab August bis in den Oktober folgt die Hauptblüte mit rahmweißen Blüten mit reinweißem Zentrum. Die Ergiebigkeit der Blüten wird angegeben mit einem Pollenwert von 2 (mittel) und einem Nektarwert von 3 (gut) und macht den Strauch in Kombination mit seinem späten Blühzeitraum gegen Ende des Insektenjahres zu einem wertvollen Insektennährgehölz u. a. für Schmetterlinge, Honigbienen, spät auftretende Wildbienenarten sowie für Hummelköniginnen kurz vor Antritt ihres Winterschlafs.